# Сао Томе
Сао Томе (порт. São Tomé) је главни град Сао Томе и Принципе и највећи град у држави. Основали су га Португалци 1485. године. Његова популација је била 53.300 становника 2003. године  
Најзначајније грађевине су Председничка палата, Рибарска црква и биоскоп. У граду постоје две пијаце, радио станица, болница и међународни аеродром. Најстарија грађевина је катедрала из 16. века.
Важан као лука, Сао Томе лежи у Ана Чавес заливу на североистоку острва.

## Географија
Важан као лука, Сао Томе се налази у заливу Ана Чавез на североистоку острва Сао Томе, а Илхеу дас Кабрас се налази у близини обале. Сао Томе се налази североисточно од Триндаде, југоисточно од Гвадалупеа и северозападно од Сантане. Са овим градовима је повезан аутопутем који окружује цело острво Сао Томе. Повезан је са Зеленортским Острвом недељним трајектом.
Карактеристике града укључују Председничку палату, катедралу и биоскоп. У граду се налази више школа, средњих школа, виших школа, једна политехничка школа, две пијаце, три радио станице, јавна телевизија ТВСП, неколико клиника и болница, главни аеродром у земљи - Међународни аеродром Сао Томе (са директним редовним распоредом летова за Анголу, Габон, Гану и Португалију, као и повременим домаћим летовима за Принсипе), и многи тргови (праке). Сао Томе такође служи као центар путне и аутобуске мреже острва. Град је познат по музици чилолија.

### Клима
Сао Томе карактерише тропска влажна и сува клима (Кепен As), иако није далеко изнад полусушне климе (BSh) због утицаја хладне Бенгуелске струје, која чак и највлажније месеце чини сушнијим него што би се очекивало за тако ниске географске ширине, али у исто време чини град веома облачним и магловитим чак и током сушне сезоне готово без кише средином године. Град има релативно дугу влажну сезону од октобра до маја и кратку сушну сезону. Сао Томе у просеку има нешто мање од 900 mm (35 in) падавина годишње. Температуре у граду су релативно константне, са просечним високим температурама обично око 30 °C (86 °F) и просечним ниским температурама око 22 °C (71,6 °F).
| Клима Сао Томе (Међународни аеродром Сао Томе) | Клима Сао Томе (Међународни аеродром Сао Томе) | Клима Сао Томе (Међународни аеродром Сао Томе) | Клима Сао Томе (Међународни аеродром Сао Томе) | Клима Сао Томе (Међународни аеродром Сао Томе) | Клима Сао Томе (Међународни аеродром Сао Томе) | Клима Сао Томе (Међународни аеродром Сао Томе) | Клима Сао Томе (Међународни аеродром Сао Томе) | Клима Сао Томе (Међународни аеродром Сао Томе) | Клима Сао Томе (Међународни аеродром Сао Томе) | Клима Сао Томе (Међународни аеродром Сао Томе) | Клима Сао Томе (Међународни аеродром Сао Томе) | Клима Сао Томе (Међународни аеродром Сао Томе) | Клима Сао Томе (Међународни аеродром Сао Томе) |
| Показатељ \ Месец                              | .Јан.                                          | .Феб.                                          | .Мар.                                          | .Апр.                                          | .Мај.                                          | .Јун.                                          | .Јул.                                          | .Авг.                                          | .Сеп.                                          | .Окт.                                          | .Нов.                                          | .Дец.                                          | .Год.                                          |
| ---------------------------------------------- | ---------------------------------------------- | ---------------------------------------------- | ---------------------------------------------- | ---------------------------------------------- | ---------------------------------------------- | ---------------------------------------------- | ---------------------------------------------- | ---------------------------------------------- | ---------------------------------------------- | ---------------------------------------------- | ---------------------------------------------- | ---------------------------------------------- | ---------------------------------------------- |
| Апсолутни максимум, °C (°F)                    | 32,0 (89,6)                                    | 33,6 (92,5)                                    | 33,5 (92,3)                                    | 33,4 (92,1)                                    | 33,9 (93)                                      | 31,0 (87,8)                                    | 30,7 (87,3)                                    | 31,0 (87,8)                                    | 31,7 (89,1)                                    | 31,5 (88,7)                                    | 31,6 (88,9)                                    | 32,0 (89,6)                                    | 33,9 (93)                                      |
| Максимум, °C (°F)                              | 29,4 (84,9)                                    | 29,9 (85,8)                                    | 30,2 (86,4)                                    | 30,1 (86,2)                                    | 29,3 (84,7)                                    | 28,0 (82,4)                                    | 27,3 (81,1)                                    | 27,7 (81,9)                                    | 28,6 (83,5)                                    | 28,7 (83,7)                                    | 29,0 (84,2)                                    | 29,1 (84,4)                                    | 28,9 (84)                                      |
| Просек, °C (°F)                                | 25,9 (78,6)                                    | 26,2 (79,2)                                    | 26,4 (79,5)                                    | 26,4 (79,5)                                    | 26,0 (78,8)                                    | 24,7 (76,5)                                    | 23,8 (74,8)                                    | 24,1 (75,4)                                    | 25,0 (77)                                      | 25,2 (77,4)                                    | 25,5 (77,9)                                    | 25,6 (78,1)                                    | 25,4 (77,7)                                    |
| Минимум, °C (°F)                               | 22,4 (72,3)                                    | 22,5 (72,5)                                    | 22,6 (72,7)                                    | 22,6 (72,7)                                    | 22,6 (72,7)                                    | 21,4 (70,5)                                    | 20,4 (68,7)                                    | 20,5 (68,9)                                    | 21,3 (70,3)                                    | 21,8 (71,2)                                    | 22,0 (71,6)                                    | 22,1 (71,8)                                    | 21,8 (71,2)                                    |
| Апсолутни минимум, °C (°F)                     | 19,1 (66,4)                                    | 19,6 (67,3)                                    | 19,2 (66,6)                                    | 19,4 (66,9)                                    | 18,5 (65,3)                                    | 14,0 (57,2)                                    | 14,0 (57,2)                                    | 13,4 (56,1)                                    | 16,0 (60,8)                                    | 18,3 (64,9)                                    | 18,8 (65,8)                                    | 19,6 (67,3)                                    | 13,4 (56,1)                                    |
| Количина кише, mm (in)                         | 81 (3,19)                                      | 84 (3,31)                                      | 131 (5,16)                                     | 122 (4,8)                                      | 113 (4,45)                                     | 19 (0,75)                                      | 0 (0)                                          | 1 (0,04)                                       | 17 (0,67)                                      | 110 (4,33)                                     | 99 (3,9)                                       | 108 (4,25)                                     | 885 (34,85)                                    |
| Дани са кишом (≥ 0.1 mm)                       | 8                                              | 8                                              | 12                                             | 11                                             | 10                                             | 3                                              | 2                                              | 3                                              | 6                                              | 12                                             | 11                                             | 8                                              | 94                                             |
| Релативна влажност, %                          | 85                                             | 84                                             | 83                                             | 83                                             | 84                                             | 79                                             | 77                                             | 78                                             | 79                                             | 82                                             | 85                                             | 85                                             | 82                                             |
| Сунчани сати — месечни просек                  | 142,6                                          | 135,6                                          | 139,5                                          | 126,0                                          | 145,7                                          | 165,0                                          | 161,2                                          | 148,8                                          | 120,0                                          | 114,7                                          | 135,0                                          | 142,6                                          | 1.676,7                                        |
| Сунчани сати — дневни просек                   | 4,6                                            | 4,8                                            | 4,5                                            | 4,2                                            | 4,7                                            | 5,5                                            | 5,2                                            | 4,8                                            | 4,0                                            | 3,7                                            | 4,5                                            | 4,6                                            | 4,6                                            |
| Извор: Deutscher Wetterdienst                  |                                                |                                                |                                                |                                                |                                                |                                                |                                                |                                                |                                                |                                                |                                                |                                                |                                                |

## Историја
Алваро Камина је основао колонију Сао Томе 1493. године. Португалци су дошли у Сао Томе у потрази за земљом за узгој шећерне трске. Острво је било ненасељено пре доласка Португалаца негде око 1470. Сао Томе, који се налазио око 40 km (25 mi) северно од екватора, имао је довољно влажну климу да се шећерна трска узгаја у дивљем изобиљу. Око 2.000 јеврејске деце, старости осам година и мање, одведено је са Иберијског полуострва ради рада на плантажама шећера. Оближње афричко Краљевство Конго је на крају постало и извор робовског рада. Острво Сао Томе је било главни центар производње шећера у шеснаестом веку; престигао га је Бразил до 1600. године.
Сао Томе је центриран око катедрале из шеснаестог века, која је у великој мери обновљена у 19. веку. Још једна рана зграда је тврђава Сао Себастијао, изграђена 1566. године, а сада Национални музеј Сао Томе. Дана 9. јула 1595. побуна робова коју је предводио Реј Амадор преузела је контролу над престоницом; они су покорени 1596. године. Године 1599. Холанђани су заузели град као и острва на два дана; поново су га заузели 1641. године. Град је служио као главни град португалске колоније Сао Томе и Принсипе, а од независности Сао Томеа и Принсипа 1975. године, као престоница суверене државе.

## Становништво
| Година       |
| Становништво |
| ------------ |

## Партнерски градови
- Кингстаун, Сент Винсент и Гренадини
- Луанда, Ангола
- Либрвил, Габон
- Акра, Гана
- Лисабон, Португалија[9][10]

## Галерија
- Музеј Сао Себастиао.
- Град Сао Томе
- Центар града Сао Томе
- Град Сао Томе
- Врховни суд Сао Томеа и Принсипа
- Дечије обалско скакалиште
- Старо седиште Међународне банке Сао Томе и Принсипа
- Центар Сао Томеа
- Национални стадијум
- Сао Томе, СТП
- Баја Ана Чавес, Сао Томе
- Председничка палата Сао Томеа и Принсипа
- Дом културе Сао Томеа